# Белл, Лорэли
Ло́рэли Кри́стен Белл-Ма́ртин (англ. Lauralee Kristen Bell-Martin; род. 22 декабря 1968, Чикаго) — американская актриса мыльных опер.

## Биография
Лорэли Кристен Белл родилась 22 декабря 1968 года в Чикаго (штат Иллинойс, США) в семье создателей мыльных опер Уильяма Джейя Белла (1927—2005) и Ли Филлип Белл (род.1928/1929). Есть два брата-актёра.
Лорэли начала сниматься на телевидении в 1983 года и прославилась со своей дебютной роли в сериале «Молодые и дерзкие», в котором она снимается по настоящее время.
С 4 октября 1997 года Лорэли замужем за фотографом Скоттом Мартином. У супругов есть двое детей — сын Кристиан Джеймс Мартин (род.17.01.2001) и дочь Саманта Ли Мартин (род.28.10.2002).